# Eparchia di Volodymyr-Brėst

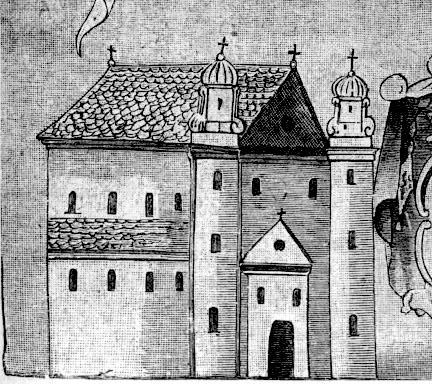
La cattedrale di San Nicola a Brėst in un disegno del Settecento.

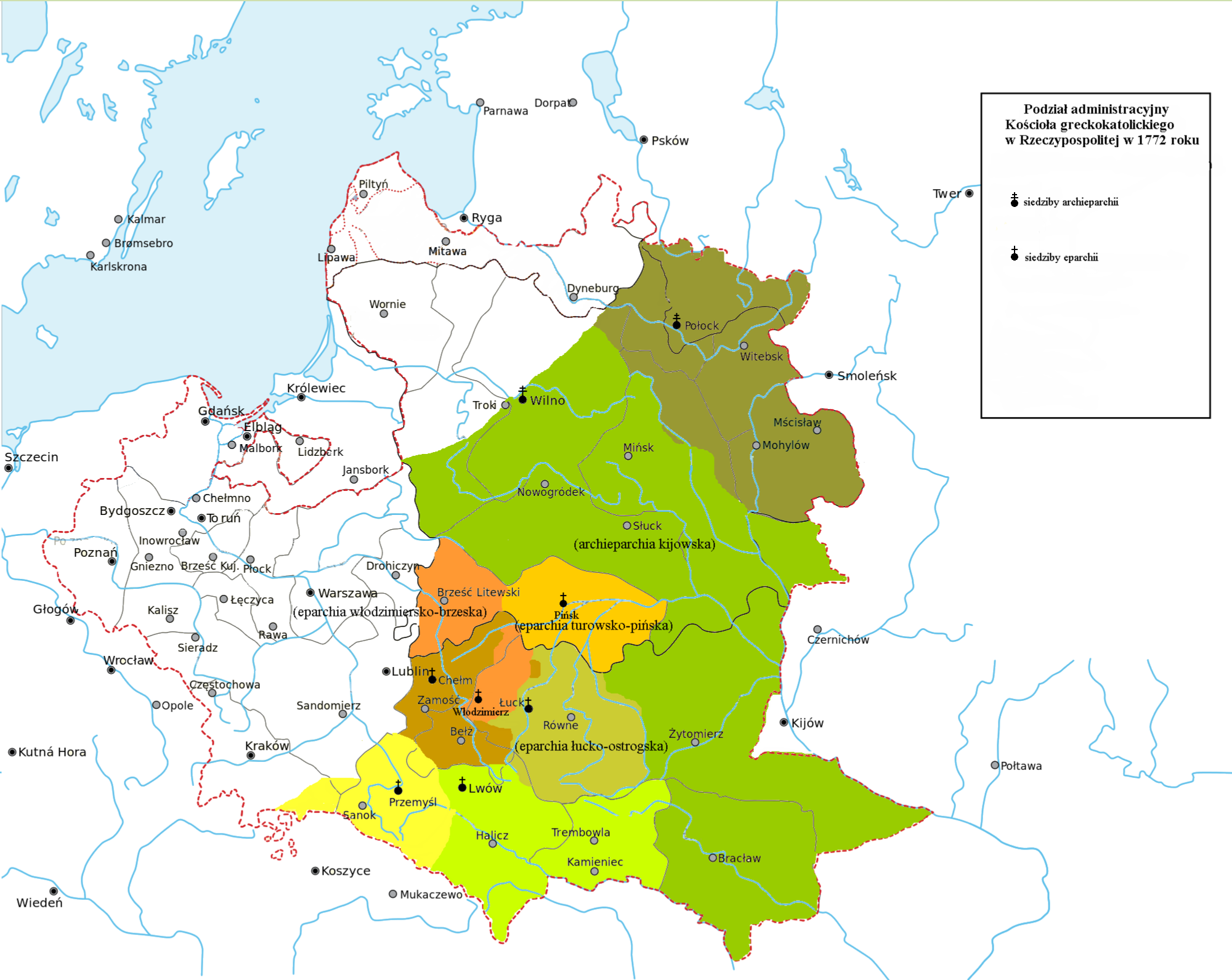
Mappa delle eparchie greco-cattoliche della Confederazione polacco-lituana nel 1772. In color arancione, l'eparchia di Volodymyr-Brėst.

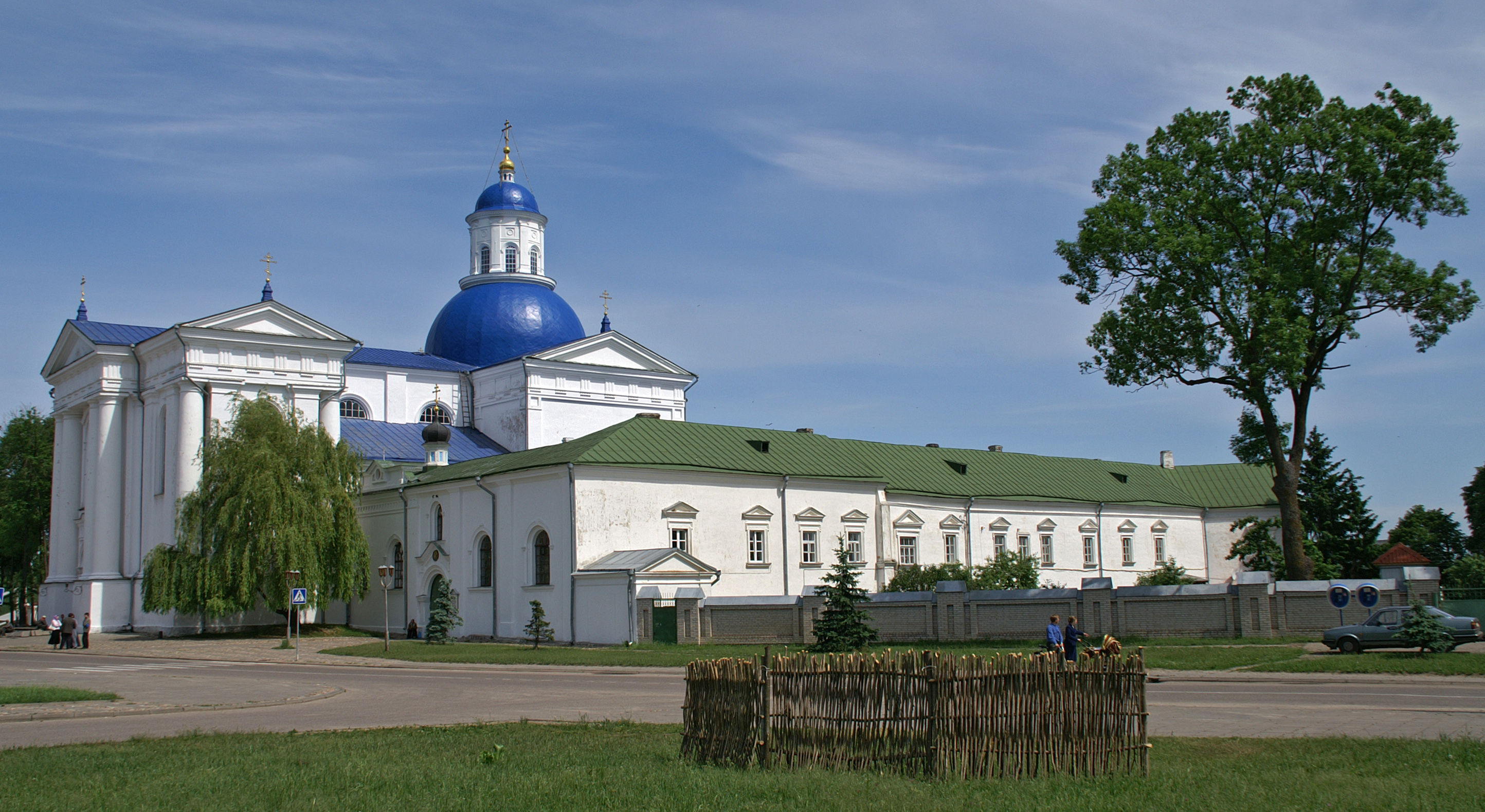
Il monastero basiliano di Žyrovyci, sede dell'eparca e del seminario eparchiale dal 1828.

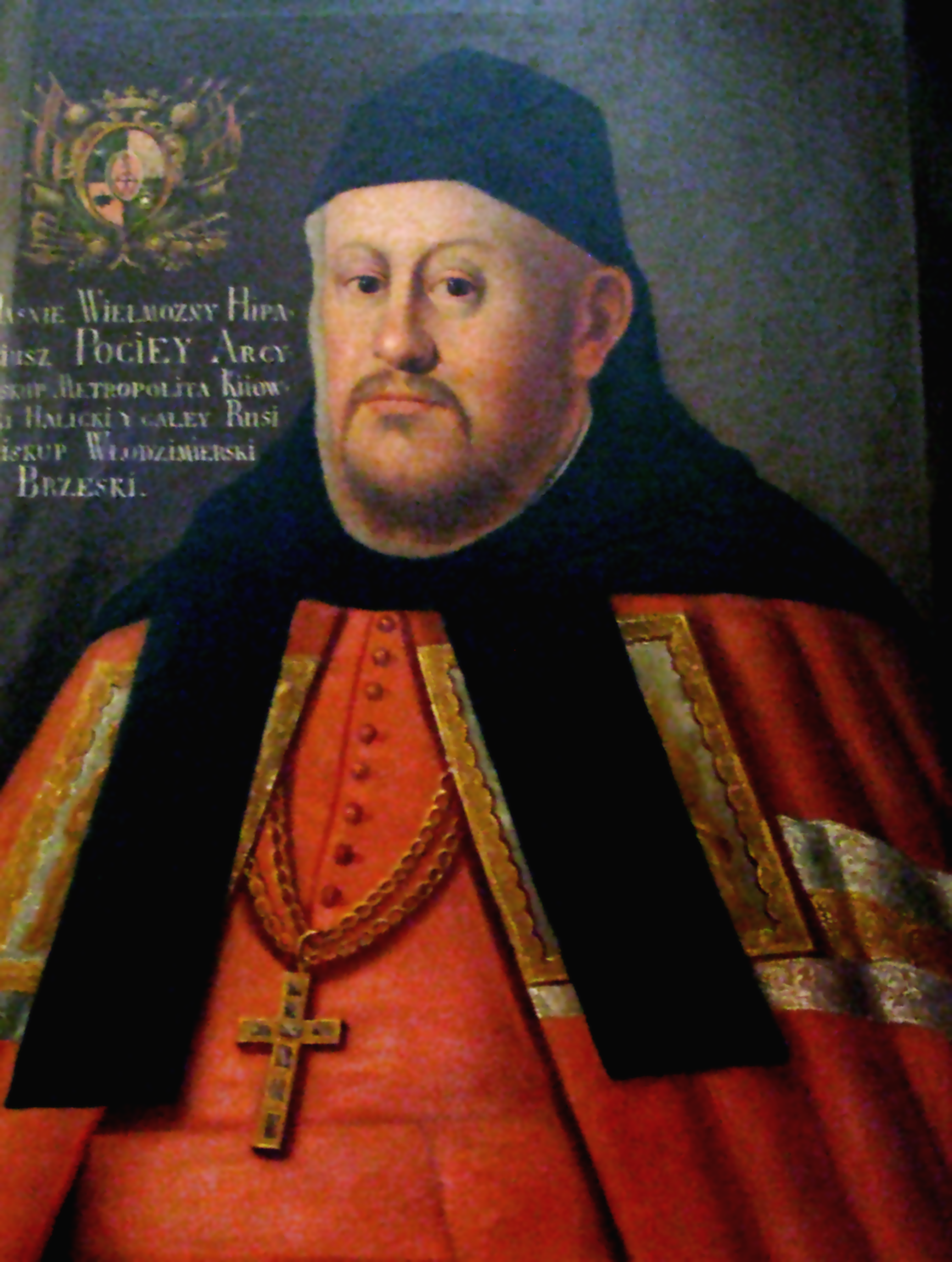
Il primo eparca di Volodymyr-Brėst, Adam Hipacy Pociej, eletto successivamente arcieparca di Kiev.

L'eparchia di Volodymyr-Brėst (in latino Eparchia Vladimirensis-Brestensis) è stata una sede della Chiesa cattolica di rito bizantino suffraganea dell'arcieparchia di Polack. Fu soppressa nel 1839.

## Territorio
L'eparchia comprendeva in origine una parte della Volinia e la parte settentrionale della Podlachia; i due territori non erano contigui, essendo separati dal territorio dell'eparchia di Chełm.
A Volodymyr sorgeva la cattedrale della Dormizione di Maria, oggi chiesa ortodossa, mentre a Brėst quella di San Nicola, distrutta nel corso dell'Ottocento.

## Storia
L'eparchia greco-cattolica di Volodymyr-Brėst ha la sua origine nell'unione di Brest (1595-1596), voluta dai metropoliti di Kiev e da una parte della gerarchia greco-ortodossa delle odierne Ucraina e Bielorussia. Tra i maggiori fautori della causa uniate ci fu Adam Hipacy Pociej, vescovo di Volodymyr-Brėst fin dal 1593, che fece formale professione di fede cattolica a Roma il 23 dicembre 1595, alla presenza di papa Clemente VIII.
Con la terza spartizione della Polonia (1795), il territorio dell'eparchia venne a trovarsi diviso in tre Stati. La parte sottomessa all'impero austriaco fu annessa all'eparchia di Chełm; con la parte sottomessa alla Prussia fu eretta una nuova diocesi greco-cattolica, l'eparchia di Supraśl; ciò che restava dell'antica eparchia in territorio russo fu soppresso con decisione di Caterina II, che già aveva deciso la soppressione di molte eparchie greco-cattoliche dell'impero.
L'avvento al trono di Russia di Paolo I (1796), migliorò sensibilmente la situazione dei cattolici, in particolare degli uniati. Le trattative tra la Santa Sede ed il governo russo portarono alla decisione, sancita dall'ukase del 28 aprile 1797, di erigere l'eparchia di Brėst; questa erezione fu confermata dalla Santa Sede con la bolla Maximis undique del 15 novembre 1798.
La nuova eparchia comprendeva i governatorati di Grodno, Curlandia, Minsk e Vil'na. Residenza dell'eparca era il monastero di Nowogródek. Dal 1811 al 1833 Lev Javorskyj funse da vescovo ausiliare con il titolo di Volodymyr.
Con l'ukaz del 22 aprile 1828, lo zar Nicola I di Russia ordinò la soppressione dell'eparchia di Vilnius, eretta nel 1809, e l'annessione dei suoi territori a quelli dell'eparchia di Brėst. Contestualmente lo stesso decreto imperiale trasferì la sede dei vescovi di Brėst nel monastero di Žyrovyci, celebre per la presenza della famosa Icona della Santissima Madre di Dio (detta del pascolo), dove fu istituito il seminario eparchiale, ed elevò l'eparchia al rango di sede metropolitana della Lituania.
Quando Jozafat Bułhak venne trasferito alla sede di Polack, lo zar nominò vescovo della Lituania Józef Siemaszko (Semaško), già vescovo ausiliare, che non ebbe mai la conferma della Santa Sede. A due riprese, nel maggio del 1833 e nel settembre 1836, fece ufficiale richiesta allo zar di aderire alla Chiesa ortodossa russa (già da teologo uniate aveva proposto nel 1827 una forma di ricongiungimento con gli ortodossi).
A mano a mano che morivano i vescovi greco-cattolici, vennero sostituiti dalle autorità russe con vescovi che erano favorevoli alla Chiesa ortodossa. In questo modo nel giro di pochi anni la Chiesa greco-cattolica non ebbe più prelati propensi al mantenimento del legame con Roma.
Il sinodo della Chiesa greco-cattolica "rutena" celebrato a Polack nel febbraio 1839, presieduto da Siemaszko dopo la morte del metropolita Josafat Bułhak, annullò l'unione di Brest del 1596, sopprimendo de facto tutte le eparchie cattoliche dell'impero russo. Questa decisione fu approvata dallo zar Nicola I il 25 marzo 1839. Quest'atto determinò la fine dell'eparchia greco-cattolica di Brest e il passaggio forzato dei preti e dei suoi fedeli alla Chiesa ortodossa.

## Cronotassi

### Eparchi di Volodymyr-Brėst
- Adam Hipacy Pociej, O.S.B.M. † (1595 - 18 luglio 1613 deceduto)[10]
- Joachim Morochowski, O.S.B.M. † (1613 - febbraio 1631 deceduto)
- Józef Bakowiecki-Mokosiej, O.S.B.M. † (1632 - febbraio/marzo 1655 deceduto)
- Jan Michał Pociej, O.S.B.M. † (giugno 1655 consacrato - 15 settembre 1666 deceduto)
- Benedykt Gliński (Hlynskyj), O.S.B.M. † (1666 - 1679 deceduto)
- Lew Ślubicz-Załęski, O.S.B.M. † (1679 - 24 agosto 1708 deceduto)[11]
  - Sede vacante (1708-1711)
- Lew Kiszka, O.S.B.M. † (circa ottobre 1711 - 19 novembre 1728 deceduto)[12]
- Korneliusz Lebiecki, O.S.B.M. † (fine del 1729 - 22 gennaio 1730 deceduto)
- Teodozy Teofil Godebski, O.S.B.M. † (1730 - 12 settembre 1756 deceduto)
- Felicjan Filip Wołodkowicz, O.S.B.M. † (22 novembre 1758 - 12 febbraio[13] 1778 deceduto)
- Antoni Młodowski, O.S.B.M. † (12 febbraio 1778 succeduto - 12 luglio 1778[14] deceduto)
- Symeon Młocki, O.S.B.M. † (19 settembre 1779 - 1795 deposto)
  - Sede soppressa (1795-1798)

### Eparchi di Brėst (Žyrovyci)
- Josafat Bulhak, O.S.B.M. † (12 ottobre 1798 - 14 aprile 1833 nominato arcieparca di Polack)
- Józef Siemaszko (Semaško) † (7 aprile 1833 - 12 febbraio 1839 abiura)